# Taron (ethnie)
Pour les articles homonymes, voir Taron.
Les Taron ou T’rung (တရုမ်း [ta.rumː]) sont un petit groupe ethnique vivant sur le piémont himalayen dans le nord-est de la Birmanie (République de l'union du Myanmar), et dont la population ne cesse de décliner au point d'être menacée de disparaître entièrement. Sous-groupe des Nung Rawang, ils sont surnommés les pygmées asiatiques.
Comme les pygmées d'Afrique centrale et les négritos du Pacifique du sud, les Taron ont une petite taille (moins d'1,40 mètre).
La langue des Taron, le rawang, appartient au rameau dit nungique des langues tibéto-birmanes ((en) Fiche langue [raw] dans la base de données linguistique Ethnologue.).

## Évolution
Leur nom Taron leur a été donné en référence à l'endroit où ils vivaient près de la rivière Taron. Ils quittèrent cet endroit il y a deux cents ans et allèrent vers la montagne Thalalarkha.
Ils s'établirent dans l'État kachin au nord-est du Myanmar, dans une zone forestière et difficile d'accès en raison d'un terrain montagneux.
Dans les années 1960, une expédition de recherche Birmane recensa environ cinquante Taron de souche, et malgré de nombreux cas de crétinisme, retard mental, goitre, et autres faiblesses physiques et mentales, les membres de l'expédition eurent le sentiment que la communauté pouvait survivre et se perpétuer.
En 1998, le Conseil de paix et de développement de l'État de Kachin effectua une étude et recensa seulement huit Taron, montrant à quel point ce peuple était considéré comme l'un des plus menacés d'extinction. Peu après, le zoologue Alan Rabinowitz visita leur village pour en étudier leur population. Il découvrit alors le sort de la tribu : Dawi, âgé de 39 ans, était le plus jeune Taron restant. Celui-ci expliqua à Rabinowitz que les bébés Taron naissaient de plus en plus avec de sévères malformations, sans qu'on n'en connaisse avec certitude la cause, mais qui est vraisemblablement l'augmentation drastique de la consanguinité. Les Taron décidèrent alors que plutôt que de faire encore naître des enfants non viables à long terme, ils cesseraient de se reproduire entre eux, ce qui signifiait la disparition proche de leur peuple. Alors que Dawi était encore enfant, son père lui avait demandé de ne pas se marier ni d'avoir de descendance.
La visite de Rabinowitz fut suivie en 2003 par celle de l'anthropologue P. Christiaan Klieger de l'Académie des sciences de Californie. C'est alors que Dawi, âgé de plus de 40 ans, annonça son intention de partir pour le Tibet ou le Yunnan pour rechercher une épouse, car d'après lui, de nombreux Taron et Derung vivaient là,.